# Mandráki (kommunhuvudort)
Mandráki är en kommunhuvudort i Grekland.   Den ligger i prefekturen Nomós Dodekanísou och regionen Sydegeiska öarna, i den sydöstra delen av landet, 300 km sydost om huvudstaden Aten. Mandráki ligger 7 meter över havet och antalet invånare är 682. Den ligger på ön Nísos Nísyros.
Terrängen runt Mandráki är platt åt nordväst, men åt sydost är den kuperad. Havet är nära Mandráki åt nordväst.Runt Mandráki är det glesbefolkat, med 17 invånare per kvadratkilometer. Närmaste större samhälle är Kardamena, 18,9 km norr om Mandráki. 